# Фрей, Таня
Та́ня Фрей (нем. Tanya Frei; известна также как Та́ня Фрей-Цю́рхер, нем. Tanya Frei-Zürcher; 31 мая 1972, Берн, Швейцария) — швейцарская кёрлингистка, в составе женской команды Швейцарии серебряный призёр зимних Олимпийских игр в Солт-Лейк-Сити (2002).

## Достижения
- Зимние Олимпийские игры: серебро (2002).
- Чемпионат мира по кёрлингу среди женщин: серебро (2000), бронза (2004).
- Чемпионат Европы по кёрлингу: серебро (2003), бронза (1999, 2001).
- Континентальный Кубок по кёрлингу: серебро (2002).
- Чемпионат Швейцарии по кёрлингу среди женщин: золото (1999, 2003).

## Команды
| Сезон   | Четвёртый     | Третий          | Второй      | Первый                  | Запасной                               | Турниры                      |
| ------- | ------------- | --------------- | ----------- | ----------------------- | -------------------------------------- | ---------------------------- |
| 1998—99 | Люция Эбнётер | Николь Штраузак | Таня Фрей   | Надя Распе              | Андреа Штёкли тренер: Брайан Грей (ЧМ) | ЧШЖ 1999 · ЧМ 1999 (5 место) |
| 1999—00 | Люция Эбнётер | Николь Штраузак | Таня Фрей   | Надя Распе              | Лоранс Бидо тренер: Брайан Грей        | ЧЕ 1999 · ЧМ 2000            |
| 2001—02 | Люция Эбнётер | Мирьям Отт      | Таня Фрей   | Надя Ротлизбергер       | Лоранс Бидо тренер: Марк Брюггер       | ЧЕ 2001                      |
| 2001—02 | Люция Эбнётер | Мирьям Отт      | Таня Фрей   | Лоранс Бидо             | Надя Ротлизбергер                      | ОИ 2002                      |
| 2002—03 | Люция Эбнётер | Кармен Кюнг     | Таня Фрей   | Надя Ротлизбергер-Распе |                                        | ЧШЖ 2003 · ККК 2002          |
| 2003—04 | Люция Эбнётер | Кармен Кюнг     | Таня Фрей   | Надя Ротлизбергер-Распе | Лоранс Бидо тренер: Марк Брюггер       | ЧЕ 2003 · ЧМ 2004            |
| 2007—08 | Люция Эбнётер | Кармен Кюнг     | Лоранс Бидо | Andrea Axnick           | Таня Фрей                              | [ 2 ]                        |

(скипы выделены полужирным шрифтом)